# Nelson Sardenberg
Nelson Luiz Bittencourt Sardenberg (Belo Horizonte, 1 de agosto de 1970) es un karateka brasileño.
Fue campeón entre los años 1994 y 2007, siendo  capitán durante cuatro años (2002, 2005, 2006, 2007). Ganó el Campeonato Brasileño 16 veces obteniendo dos medallas de plata en los Juegos Panamericanos (1999 y 2003) y una de bronce (2007).
En 1998 se graduó en Educación Física con especialización en Entrenamiento Deportivo de la Universidad Federal de Minas Gerais.
En 1999, Nelson llegó a la final de los Juegos Panamericanos de Winnipeg 1999, después de ser derrotado por el estadounidense John Fonseca, en la cual consiguió la medalla de plata.